# Šílení
Šílení (letteralm. Follìa) è un film del 2005 scritto e diretto da Jan Švankmajer.

## Trama
Jean Berlot è un uomo profondamente tormentato e perseguitato da allucinazioni violente dopo la morte di sua madre, che era internata in un istituto mentale. Mentre le organizza il funerale, Jean fa amicizia con un marchese che lo esorta a trascorrere un po' di tempo nella sua tenuta per superare le sue frequenti crisi. Ma dopo essere diventato complice involontario di una messa nera e della dissolutezza del marchese, Jean viene portato in un sanatorio gestito dal Dr. Murlloppe che lo invita a provare una terapia preventiva. Nel frattempo si innamora di una bella infermiera di nome Charlota che gli rivela di lavorare presso l'ospedale contro la sua volontà e che il vero direttore e il personale sono rinchiusi in un seminterrato; Jean allora cospira con lei per liberarli, ma la verità è ancor più inquietante di quella che è stato portato a credere.